# Blaesoxipha arktozophos
Blaesoxipha arktozophos är en tvåvingeart som beskrevs av Thomas Pape 1994. Blaesoxipha arktozophos ingår i släktet Blaesoxipha och familjen köttflugor.
Artens utbredningsområde är Oregon. Inga underarter finns listade i Catalogue of Life.